# Concetto Lo Bello
Concetto Lo Bello (Siracusa, 13 maggio 1924 – Siracusa, 9 settembre 1991) è stato un arbitro di calcio e politico italiano.
Detiene il primato di partite arbitrate in Serie A (328) e, nel 1963, è stato insignito del prestigioso Premio Giovanni Mauro.

## Biografia

### Carriera sportiva

Prima dell'amichevole -, nei primi anni sessanta: il capitano dell'Hammarby, l'arbitro Concetto Lo Bello e il capitano catanese Mario Corti

Iniziò la carriera di arbitro nel 1944. Inizialmente, si alternava nell'arbitraggio con la pallanuoto, sport in cui si è cimentato maggiormente come allenatore e come presidente del Circolo Canottieri Ortigia, il cui campionato si disputava d'estate. Arrivò nella massima serie calcistica nel 1954 e divenne internazionale nel 1958 (esordio al Cairo il 28 dicembre, Egitto-Germania Ovest 2-1). Nella sua carriera ha dato prova di grande autorità e bravura in più occasioni e si è imposto in situazioni-limite mantenendo sempre il suo ruolo, malgrado le critiche per molte prese di posizione che erano viste come manie di protagonismo. Fu tra i primi a cercare di tutelare gli attaccanti concedendo dei rigori considerati generosi: fu anche arbitro di alcune sfide che decisero il campionato, tra cui lo spareggio-scudetto del 1964 fra Bologna e Inter e la partita di campionato del 1970 tra Cagliari e Juventus, che diede la vittoria dello scudetto ai sardi. 
In campo internazionale ha collezionato 93 partite, di cui 34 tra nazionali A. Ha diretto alcune partite delle fasi finali delle Olimpiadi 1960 (gli incontri di qualificazione Polonia-Tunisia 6-1 a Roma, Danimarca-Polonia 2-1 a Livorno, e la finale Jugoslavia-Danimarca 3-1), dell'Europeo 1964 (semifinale Unione Sovietica-Danimarca 3-0 a Barcellona) e del Mondiale 1966 (Inghilterra-Messico 2-0 al Wembley Stadium, e la semifinale Germania Ovest-Unione Sovietica 2-1 a Liverpool). Ha inoltre arbitrato la finale di Coppa Intercontinentale 1966 (Real Madrid-Peñarol 0-2) e le finali di Coppa dei Campioni 1967-1968 (Manchester United-Benfica 4-1 dts) e del 1969-1970 (Feyenoord-Celtic 2-1 dts), di Coppa delle Coppe 1966-1967 (Bayern Monaco-Rangers 1-0 dts), di Coppa delle Fiere 1965-1966 (Real Zaragoza-Barcelona 2-4 dts) e di Coppa UEFA 1973-1974 (Feyenoord-Tottenham 2-0).
Oltre a essere l'arbitro più presente in Serie A, Lo Bello è anche il più anziano ad aver diretto una partita delle competizioni UEFA per club: è sceso in campo il 29 maggio 1974, all'età di 50 anni e 16 giorni, in occasione della finale di Coppa UEFA tra Feyenoord e Tottenham. Poco dopo questa partita si è ritirato dall'attività arbitrale. Anche il figlio Rosario ha vestito la maglia di arbitro, esordendo in Serie A subito dopo il ritiro del padre e diventando a sua volta arbitro internazionale. In ricordo della sua figura e della sua carriera, l'AIA ha istituito un premio che porta il suo nome e che va a premiare ogni anno, a fine stagione, l'arbitro italiano con la qualifica di internazionale che più si è distinto.
Il suo impegno per lo sport, in particolare siracusano, affonda le radici sempre nel 1944. Il 16 aprile di quell'anno fu uno dei fondatori della Polisportiva Aretusa; alla fine degli anni cinquanta fondò insieme a monsignor Giuseppe Caracciolo la Polisportiva Hockey e Pattinaggio; e il 18 agosto 1960 portò la torcia olimpica a Siracusa;
Dal 1976 alla sua morte è stato presidente della Federazione Italiana Giuoco Handball, ovvero la federazione di pallamano: sotto la sua presidenza le nazionali azzurre hanno conseguito i loro primi successi internazionali: promozione dal gruppo C al gruppo B maschile nel 1984 (fino al 1991 nella pallamano i campionati del mondo erano strutturati su tre "gruppi" di merito ai quali si accedeva per promozione o retrocessione come nei campionati nazionali per club), salvezza nel gruppo B maschile nel 1985, medaglia d'oro ai Giochi del Mediterraneo femminili 1987, promozione dal gruppo C al gruppo B femminile nel 1990, medaglia di bronzo ai Giochi del Mediterraneo maschili 1991. Inoltre il movimento della pallamano italiana ha registrato negli anni della sua presidenza un costante incremento di tesserati e di squadre.

### Carriera politica
Mentre era ancora in corso la sua carriera sportiva, si dedicò attivamente alla vita politica. Fu eletto deputato per la Democrazia Cristiana nel 1972 e fu poi riconfermato nelle tre legislature successive. Nel 1986 venne anche eletto sindaco di Siracusa, carica che però ricoprì per pochi mesi.
Nel 1975 fu proponente e relatore della legge n. 781 del 27-12-1975 relativa alla costruzione di impianti sportivi nel Mezzogiorno.

## Riconoscimenti
A lui è intitolato il palazzetto dello sport di Siracusa, il PalaLoBello, struttura da lui fatta costruire così come l'intera Cittadella dello sport aretusea. Lo Bello si è infatti premurato di far crescere a livello nazionale alcuni sport minori e l'intero movimento sportivo e ricreativo della sua città. Oltre alla Cittadella dello sport, gli si deve il merito di aver fatto edificare anche il campo scuola Pippo Di Natale, utile principalmente per l'atletica leggera, e la palestra Akradina, struttura polivalente e complementare alla vicina cittadella sportiva, ultimata e inaugurata dodici anni dopo la sua morte, nel 2003.
Nel 2012 gli viene assegnato un riconoscimento alla memoria nella Hall of Fame del calcio italiano. 

## Nella cultura di massa
- Nel film I due maghi del pallone del duo Franco e Ciccio, è presente un arbitro (interpretato da Tiberio Murgia) di nome "Concettino Lo Brutto", con evidente riferimento parodistico all'arbitro siracusano.
- Nel film L'arbitro il protagonista, Carmelo Lo Cascio interpretato da Lando Buzzanca, è una chiara caricatura di Concetto Lo Bello.